# Canal de Vihovuonne
Le canal de Vihovuonne (finnois : Vihovuonteen kanava) est un canal ouvert situé à  Heinävesi en Finlande,.

## Description
Avec les canaux de Kerma et Pilpa, le canal  de Vihovuonne relie les lacs Kermajärvi et Haukivesi . 
Le canal, à une seule écluse, a une longueur de 250 mètres et une hauteur de chute de 0,8 mètre à 1,0 mètre. 
Construit en 1903-1905, le canal fait partie de la voie navigable d'Heinävesi.
Les dimensions autorisées des bateaux sont (longueur 31,2 m x largeur 7,1 m x tirant d'eau 1,8 m x hauteur 9,5 m),.